# Deep True Love
Deep True Love je četrti studijski album posavske alternativne skupine Demolition Group, izdan leta 1995 pri založbi Slovenskega mladinskega gledališča. Pesmi "Un bel di vedremo" in "Dovunque al' mondo" sta priredbi arij iz opere Madama Butterfly italijanskega skladatelja Giacoma Puccinija.
Skupina je v nekaj letih pred izdajo albuma sodelovala režiserjem Matjažem Pograjcom pri štirih gledaliških predstavah in pri nekaterih program izvajali celo v živo. Za predstavo Roberto Zucco je skupina na festivalu Eurokaz leta 1999 prejela nagrado za najboljšo glasbo.

## Seznam pesmi
Vso glasbo je napisala skupina Demolition Group, razen kjer je to navedeno. Vsa besedila je napisal Goran Šalamon, razen kjer je to navedeno.
| Št. | Naslov                                                    | Dolžina |
| --- | --------------------------------------------------------- | ------- |
| 1.  | „Like Night Before‟                                       |         |
| 2.  | „Zucco Is Not Dead‟                                       |         |
| 3.  | „Full of Nothing‟                                         |         |
| 4.  | „Chain‟                                                   |         |
| 5.  | „Amerika‟                                                 |         |
| 6.  | „You Never Cry‟                                           |         |
| 7.  | „Un bel di vedremo‟ (glasba in besedilo: Giacomo Puccini) |         |
| 8.  | „Etno‟                                                    |         |
| 9.  | „Dovunque al' mondo‟ (glasba in besedilo: Puccini)        |         |
| 10. | „Nirvana‟                                                 |         |
| 11. | „Pretty Girl‟                                             |         |
| 12. | „Pastoralna‟                                              |         |
| 13. | „Fish‟                                                    |         |
| 14. | „U tvojim očima‟                                          |         |

## Zasedba
Demolition Group
- Goran Šalamon — vokal
- Jože Pegam — saksofon
- Bojan Fifnja — kitara
- Nikola Sekulović — bas kitara
- Uroš Srpčić — bobni
- Matjaž Pegam — zvok, miks

Dodatni glasbeniki
- Evening — spremljevalni vokal (3, 6, 14)
- Aleš Suša — saksofon (5, 12)

Tehnično osebje
- Aleš Dvořak — urejanje